# Суурпеа
Су́урпеа, также Су́рпеа (эст. Suurpea) — прибрежная деревня на севере Эстонии в волости Куусалу, уезд Харьюмаа.

## География и описание
Суурпеа расположена на территории национального парка Лахемаа, на западном побережье полуострова Пяриспеа, у залива Хара-Лахт южнее деревни Пяриспеа. Расстояние до Таллина — 70 км. Высота над уровнем моря — 26 метров. 
Климат — умеренный. Официальный язык — эстонский. Почтовый индекс — 74812.

## Население
По данным переписи населения 2021 года, в Суурпеа насчитывалось 117 жителей, из них 75 (64,1 %) — эстонцы.
В 2020 году в деревне проживали 106 человек, из них 52 мужчины и 54 женщины; численность детей в возрасте до 14 лет включительно составляла 8 человек, численность лиц работоспособного возраста (возраст 15–64 года) — 59, число лиц пенсионного возраста (65 лет и старше) — 39.
По данным переписи населения 2011 года, в деревне проживали 107 человек, из них 64 (59,8 %) — эстонцы.
Численность населения деревни Суурпеа:
| Год  | 1959 | 1970  | 1979  | 1989  | 2000  | 2011  | 2017  | 2018  | 2019  | 2020  | 2021  |
| ---- | ---- | ----- | ----- | ----- | ----- | ----- | ----- | ----- | ----- | ----- | ----- |
| Чел. | 403  | ↗ 749 | ↗ 793 | ↘ 819 | ↘ 176 | ↘ 107 | ↘ 106 | ↘ 105 | → 105 | ↗ 106 | ↗ 117 |

## История
Первое письменное упоминание Суурпеа относится к 1630 году, когда упоминается крестьянин по имени Surespä Hintt.
В 1637 году упоминается Surepell (деревня), в 1687 году — Surpä, в 1712 году — Surispä, в 1782 году — Suhrpä, в 1923 году — Suurba. В русских источниках 1900 года упоминается деревня Сурпе, 1913 года — село Сурба.
На военно-топографических картах Российской империи (1866–1867 годы), в состав которой входила Эстляндская губерния, деревня обозначена как Сурпе.
До 1977 года населённый пункт имел статус посёлка (эст. asund). В советское время здесь размещался военный городок.
В 1950-е годы стало понятно, что курсирующие по Финскому заливу корабли надлежит защитить от тех мин и торпед, которые в изобилии накопились в акватории залива за годы войны. Бесхозные мины и торпеды стали реагировать не только на шум, но и на магнитные и акустические поля, разрежённость воды после прохождения корабля в кильватерной струе. Согласно постановлению Совета министров ЭССР и решению командования Военно-морского флота СССР 1953 года в заливе Хара был создан военный полигон, а рядом с Суурпеа, в 14 км от порта Хара, возведён научно-исследовательский центр по защите кораблей и судов от минно-торпедного оружия и воинская часть. Посёлок стал стремительно развиваться: были построены новые жилые дома, детский сад, 8-классная школа, госпиталь, столовая, отделение связи. Суурпеа входил в состав опорно-показательного рыболовецкого колхоза имени Кирова.
Научная работа в научно-исследовательском центре Суурпеа началась в 1956 году. 
Число жителей Суурпеа в советское время достигало 1000  человек, военнослужащих — 600 человек.
Военную базу, институт и военный городок ликвидировали после выхода Эстонии из состава СССР, в 1993 году. После ухода военных закрылись детский сад, школа и магазин.

## Инфраструктура
Сегодня в Суурпеа насчитается три трёхэтажных здания, один пятиэтажный дом и сектор частных домов. Большинство старых военных построек находятся в частной собственности.
В 2020 году в деревне насчитывалось около 60 домохозяйств.
В 6 километрах от Суурпеа, в городе Локса работает магазин, школа, детский сад и больница. Там же проходят службы в православном храме Иоанна Кронштадтского. 

## Досуг и туризм
В Суурпеа развивают туризм. В деревне широко отмечается Масленица. В последнее воскресенье июля жители и гости празднуют День моря.
В этих местах снимали детективный сериал с участием уроженца Эстонии, актёра театра и кино Кирилла Кярро — «Нюхач». Фильм повествует о частном детективе, обладающем феноменальным сверхчувствительным обонянием.

## Транспорт
Через деревню проходят уездные автобусные линии 151, 151A, 152, 153 и 155. 

## Происхождение топонима
Финский языковед Л. Кеттунен предполагает, что название деревни произошло от фамилии: ранее она встречалась у окрестных крестьян (в 1580-х годах в деревне Вийнисту — Surepä Jaack, в деревне Пяриспеа — Surespä Hintt, в 1630–1631 годах записана семья Surpeh). Однако, по его мнению также возможно, что оно произошло от мыса, т. е. топоним представляет собой составное существительное: suur («большой») + pää («мыс»). С этим согласен и эстонский исследователь Энн Тарвел, поскольку близлежащий мыс у моря действительно сравнительно широк. Учёные Института эстонского языка считают это предположение наиболее вероятным.

## Галерея

Деревня Суурпеа
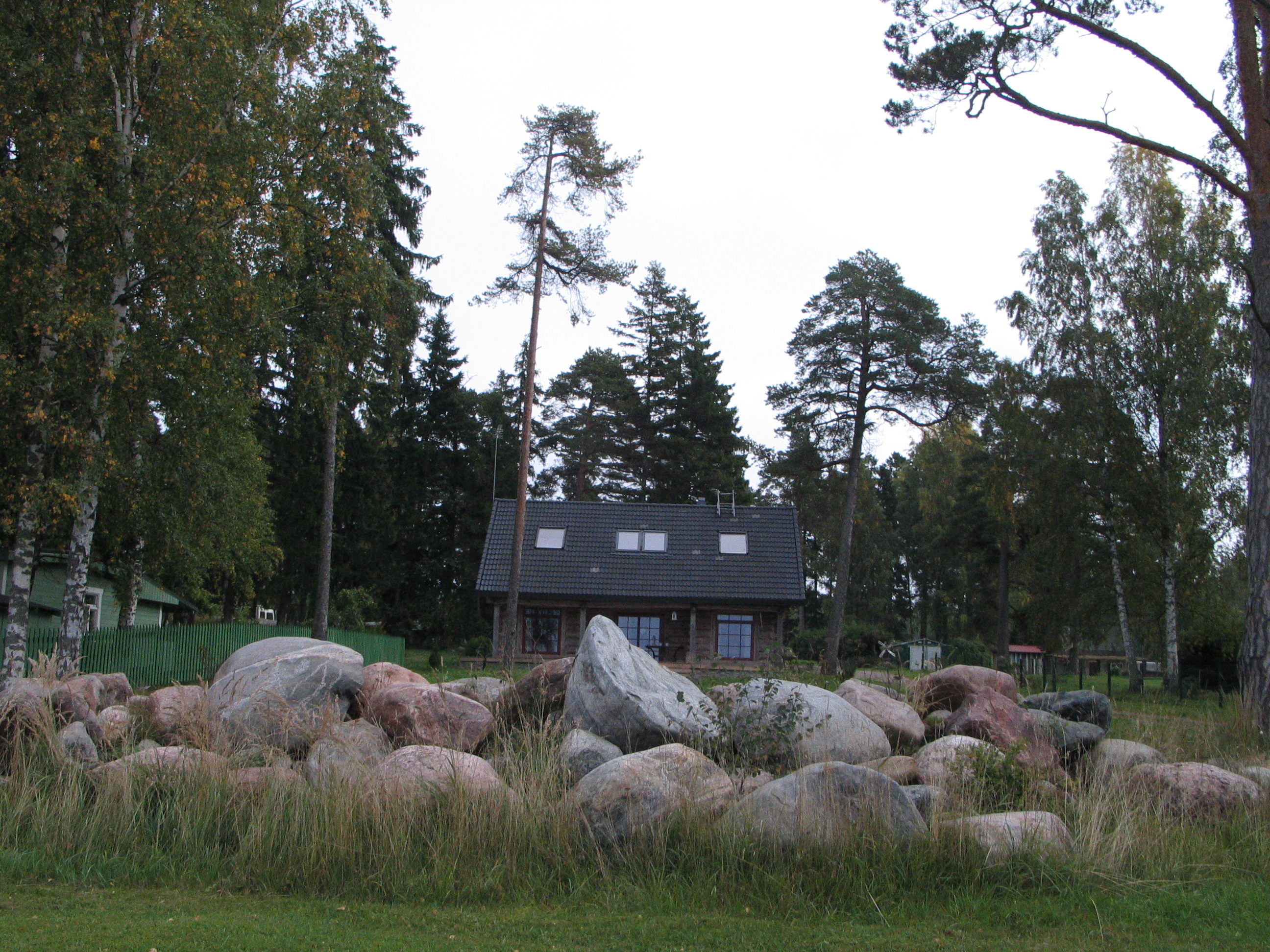
Жилой дом
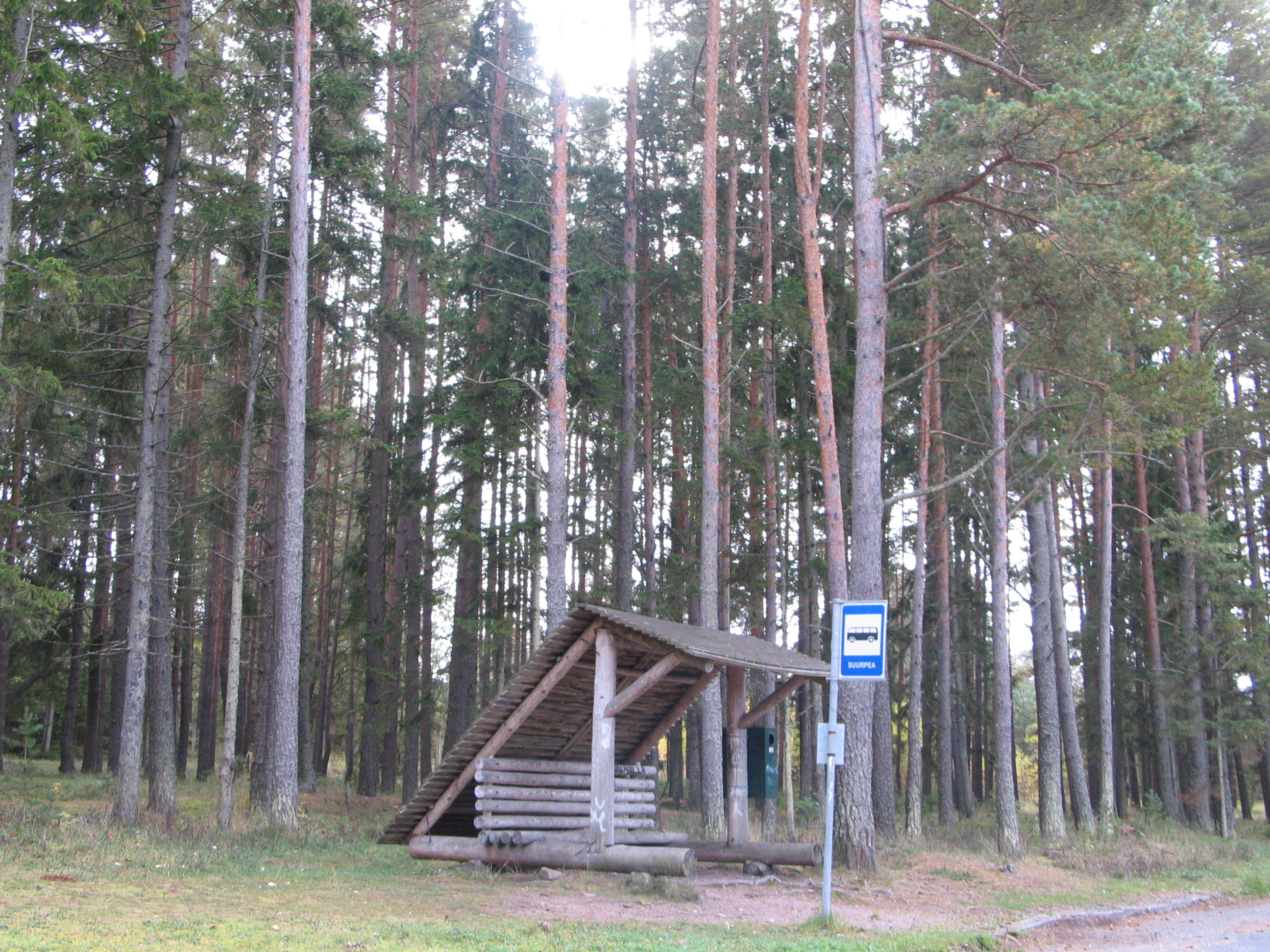
Автобусная остановка «Suurpea» в 2017 году
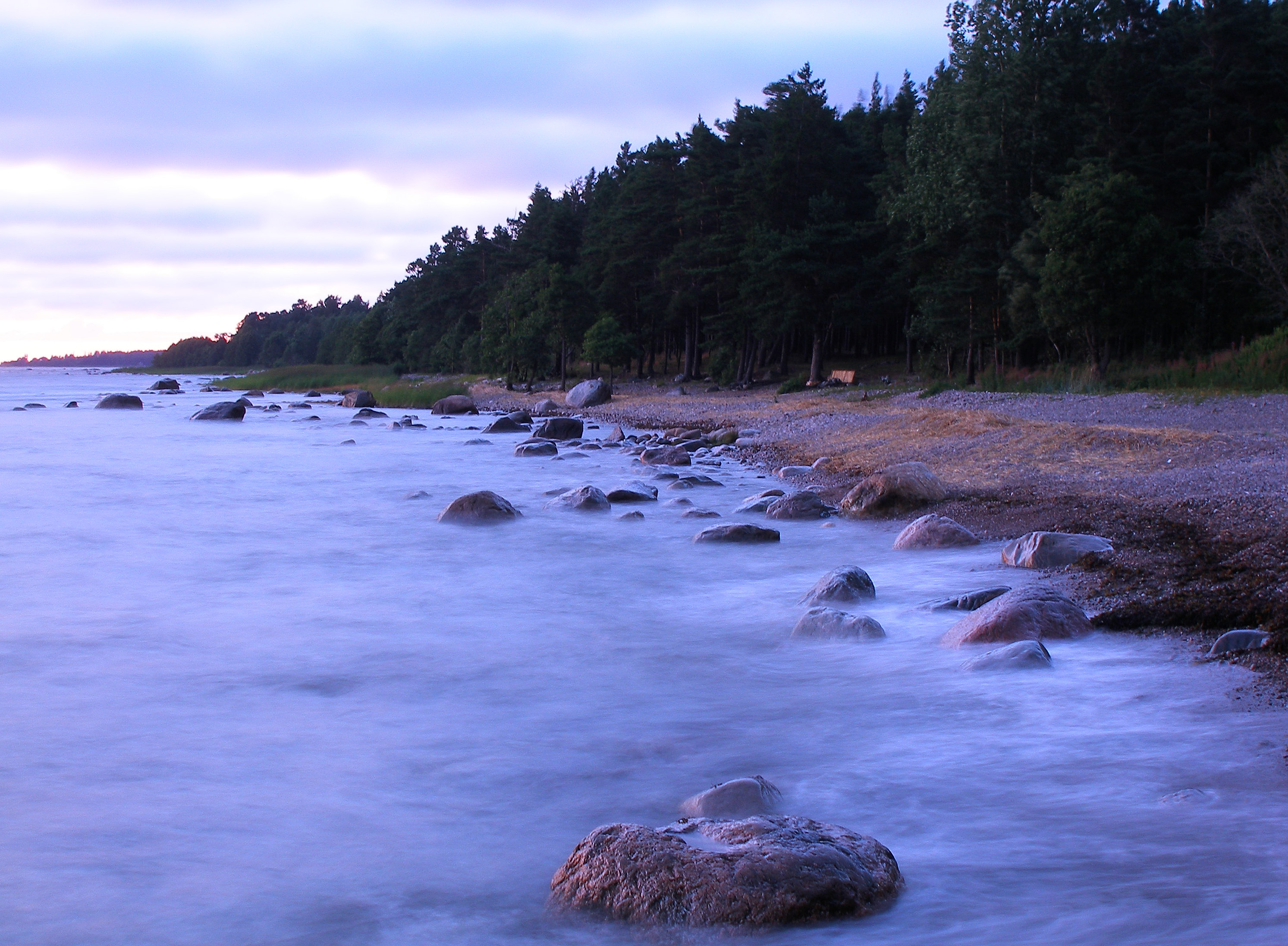
Морское побережье
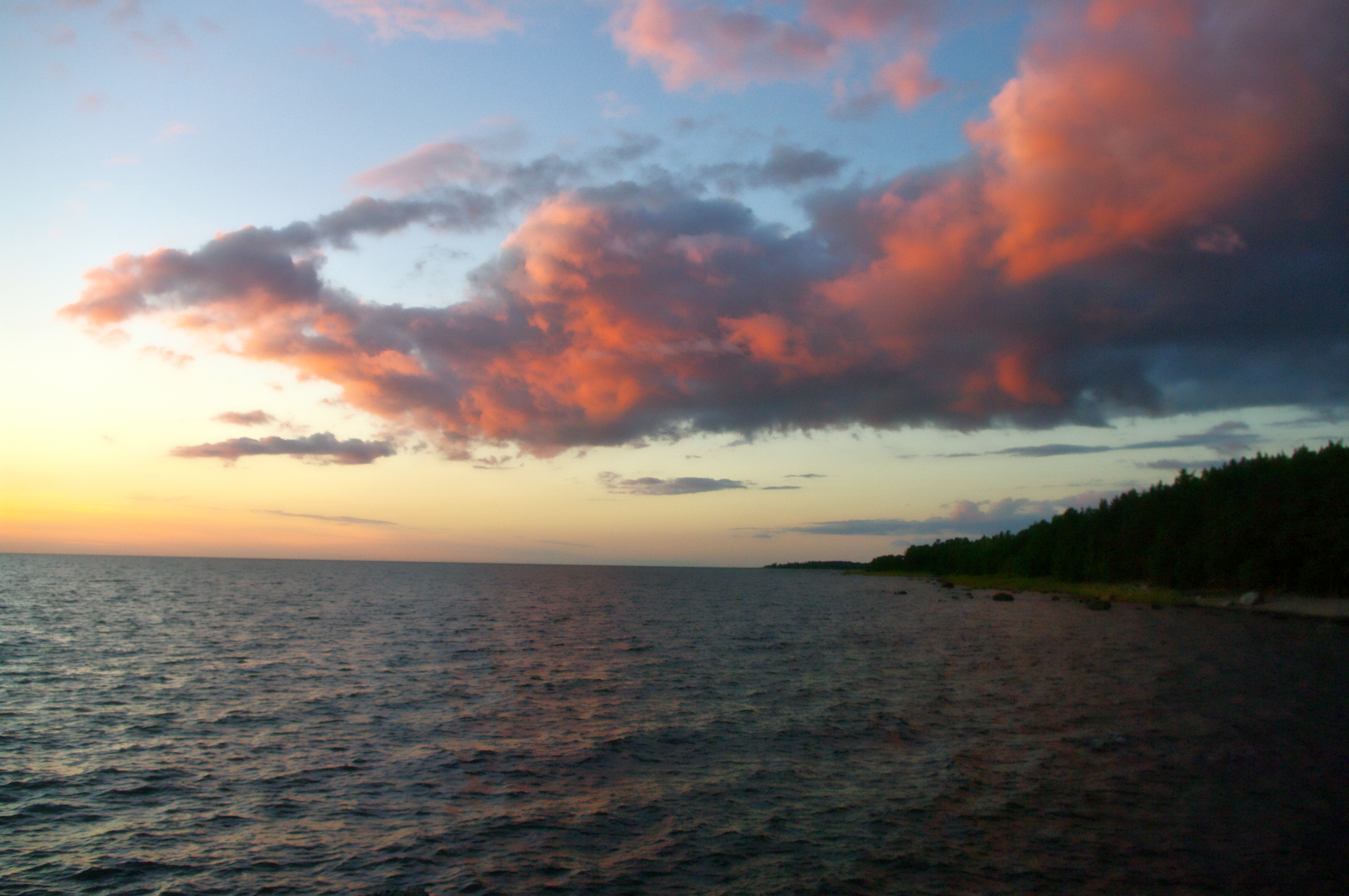
Морское побережье на закате
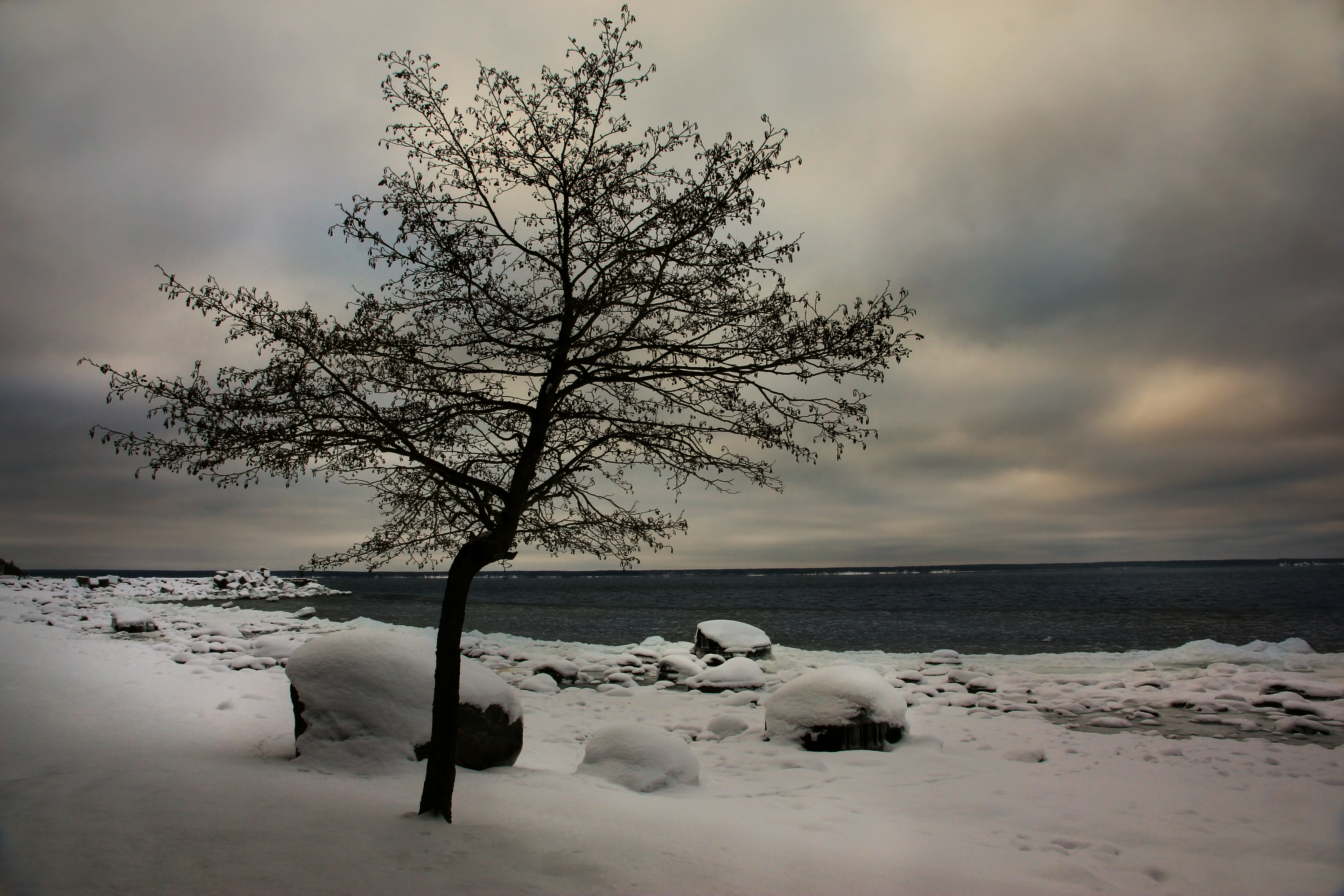
Берег моря зимой
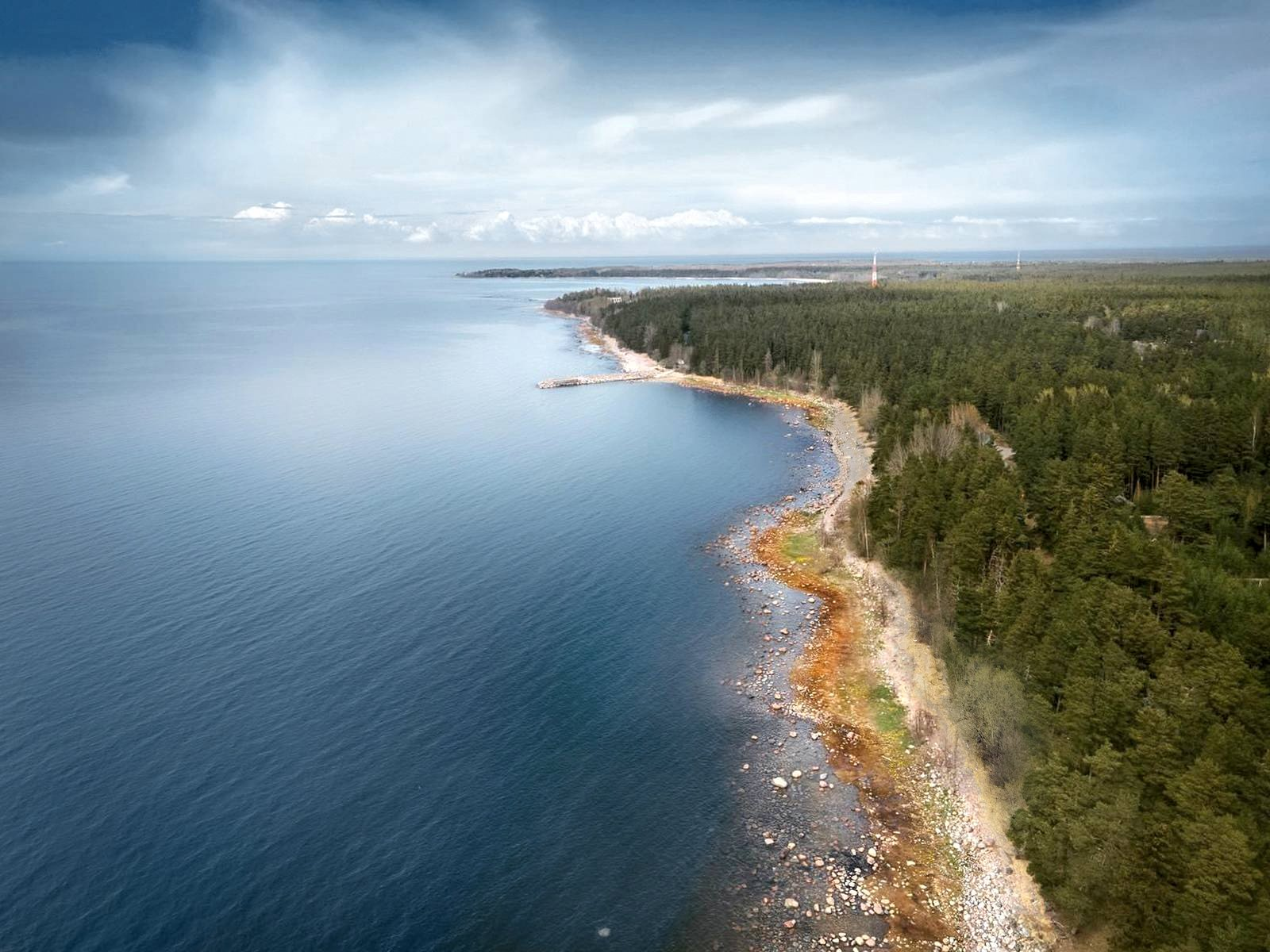
Береговая линия возле пирса
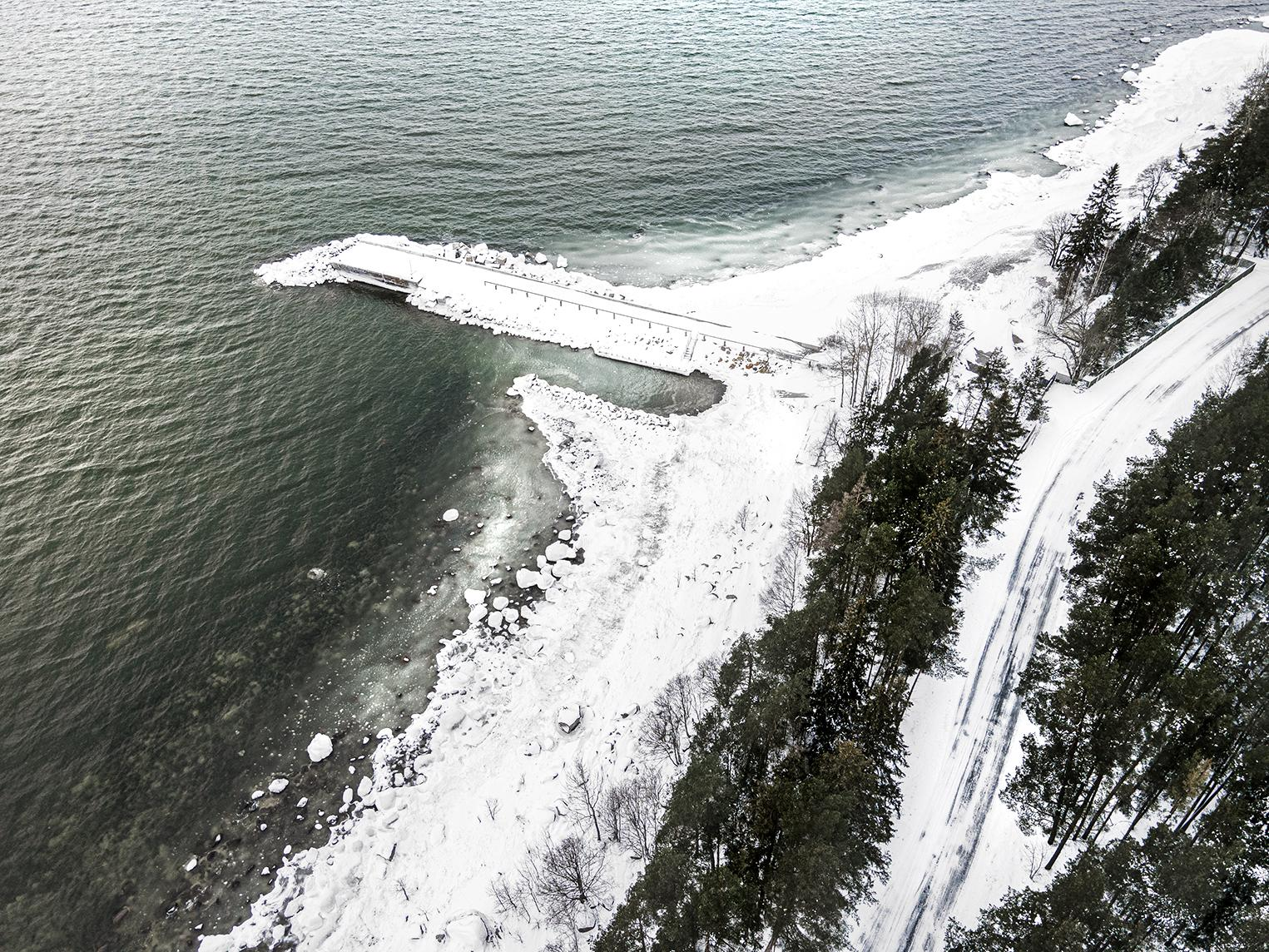
Пирс Суурпеа зимой
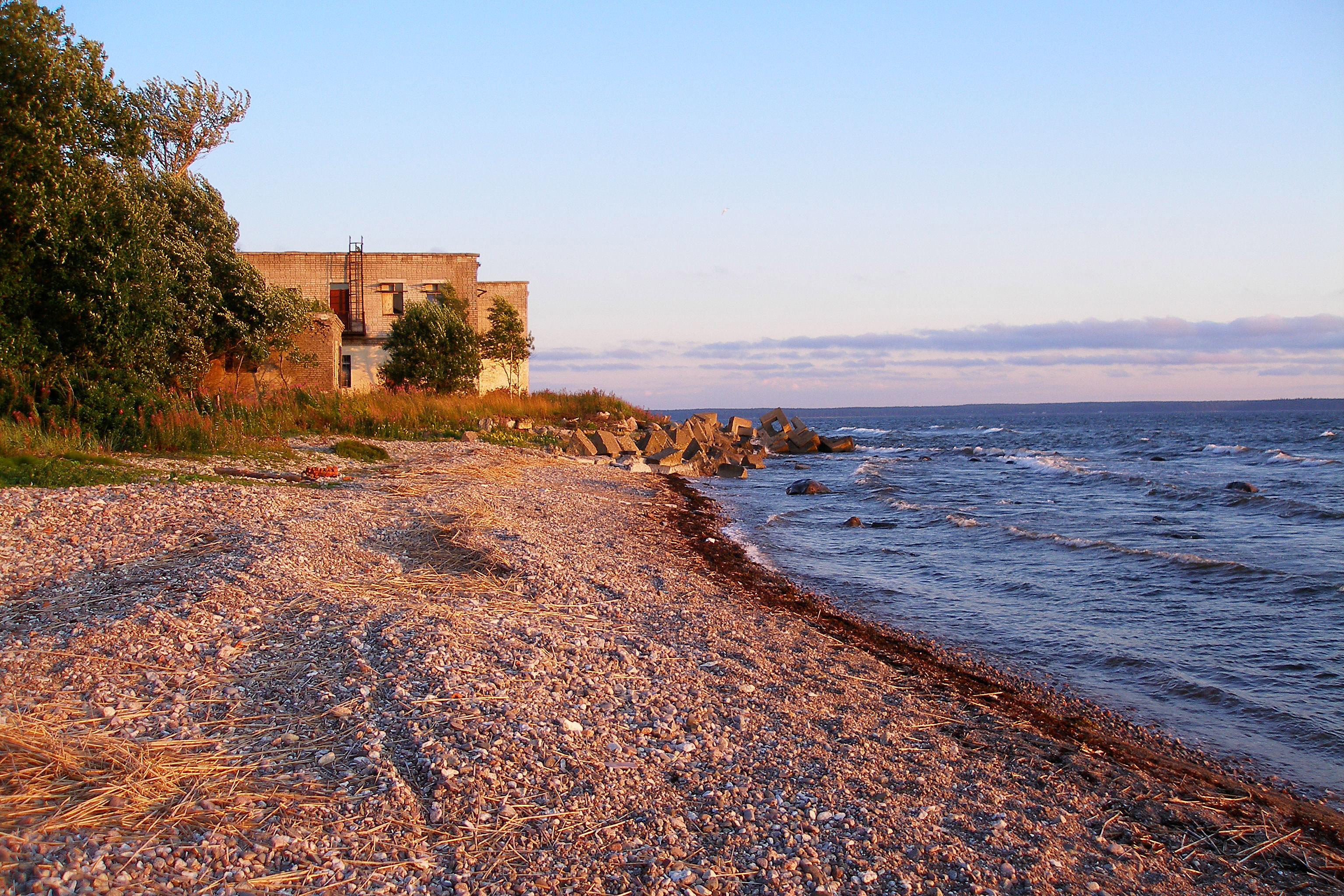
Залив Хара. На заднем плане — остатки военных сооружений

## Комментарии
1. ↑  Эстонские топонимы, оканчивающиеся на -а, не склоняются и не имеют женского рода (исключение — Нарва)[10].